# Corse social-démocrate
El moviment Corse social-démocrate (CSD) fou creat el 1996 per Simon Renucci, antic membre del Partit Socialista i proper a Lionel Jospin. És la principal formació socialista de Còrsega, on el PS tradicionalement ha tingut poca implantació, ja que té quatre escons a la Col·lectivitat Territorial de Còrsega, així com al consistori d'Ajaccio i un escó de diputat a l'Assemblea Nacional Francesa.